# Angisunnguaq
Angisunnguaq är en ö i Grönland (Kungariket Danmark).   Den ligger i kommunen Sermersooq, i den sydvästra delen av Grönland, 14 km söder om huvudstaden Nuuk. Arean är 11,2 kvadratkilometer.
Terrängen på Angisunnguaq är platt. Öns högsta punkt är 106 meter över havet. Den sträcker sig 4,8 kilometer i nord-sydlig riktning, och 4,0 kilometer i öst-västlig riktning.